# Acuerdo Democrático Nacional
De Acuerdo Democrático Nacional (Nederlands: Nationaal Democratische Overeenkomst, ADENA) was een Chileense politieke coalitie die bestond tussen 1984 en 1985. ADENA bracht politieke partijen en groeperingen samen die samenwerking met de dictatuur van president Augusto Pinochet nastreefden. 
ADENA had als doel de democratische oppositie, gevormd door de Alianza Democrática (Democratische Alliantie) en de revolutionair-linkse oppositie, de Movimiento Democrático Popular (Volksdemocratische Beweging) de wind uit de zeilen te nemen. ADENA, aanvankelijk opgericht onder de naam Grupo de los Ocho (De Groep van Acht) bestond uit de volgende politieke partijen:
| Partij | Partij                            | Afkorting | Ideologie                                                     |
|        | Democracia Radical                | DR        | liberalisme, klassiek liberalisme                             |
|        | Movimiento de Acción Nacional     | MAN       | nationalisme, conservatisme                                   |
|        | Movimiento de Union Nacional      | MUN       | conservatisme, economisch liberalisme                         |
|        | Movimiento Social Cristiano       | MSC       | christelijk-sociaal, christendemocratie                       |
|        | Partido Democrático Nacional      | PADENA    | populisme, sociaalliberalisme                                 |
|        | Partido Nacional                  | PN        | nationalisme, conservatisme, liberalisme                      |
|        | Talleres Socialistas Democráticos | TSD       | sociaaldemocratie, populisme                                  |
|        | Unión Demócrata Independiente     | UDI       | conservatisme, liberaal conservatisme, economisch liberalisme |
|        | Movimiento Obrero Socialdemócrata | MOSD      | sociaaldemocratie, sociaalliberalisme                         |

Doelstelling van ADENA waren verkiezingen en een langzame democratisering. De categorische weigering van de Chileense regering om maar enigszins tegemoet te komen aan de wensen van ADENA leidde er in 1985 toe dat ADENA werd ontbonden.
ADENA beschikte gedurende haar korte bestaan over een eigen krant, La Contra, geheten.